# Onthophagus semimetallicus
Onthophagus semimetallicus là một loài bọ cánh cứng trong họ Bọ hung (Scarabaeidae).